# مكشاف نيوترونات

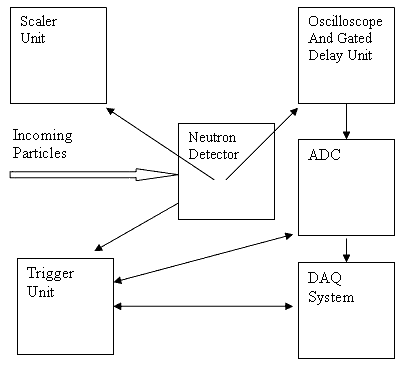

مكشاف النيوترونات في فيزياء الجسيمات يستخدم للكشف عن النيوترونات وعد كثافة فيضها و قياس طيفها في المجال العلمي . وتستخدم تلك الأجهزة أيضا للوقاية من الإشعاع بالنسبة للعاملين في المراكز النووية وفي المفاعلات النووية .
ونظرا لأن النيوترون متعادل الشحنة فهو لا يؤين الوسط المار فيه ، ولذلك يكون قياس النيوترونات بطريقة غير مباشرة وذلك عن طريق تشتتهم على أنوية الذرات المكونة للوسط أو عن طريق تفاعلهم النووي حيث ينتج عن التشتت وكذلك عن التفاعل أيونات أو جسيمات مشحونة يمكن التعرف منها عن النيوترونات الداخلة في التفاعل.

## النيوترونات السريعة
1. يمكن الكشف عن النيوترونات السريعة عن طريق كبح سرعة النيوترونات في وسط مهدئ Moderator

ثم يتم قياس النيوترونات التي أصبحت بطيئة عن طريق إشراكها في تفاعل نووي مثل مع البورون ، طبقا للتفاعل :
10B (n, {\displaystyle \alpha }) 7Li وقياسهم .
وتتميز مكشافات البورون-10 بحساسية مرتفعة . إلا أن لها بعض العيوب:
1-1 )تحتاج إلى كمية كبيرة من المهدئ ، تمنع من إجراء التجارب الدقيقة الصغيرة ،
2-1 ) لا تمكن من معرفة طاقة النيوترونات ، مثل العداد الطويل Long Counter
الذي يستخدم لأغراض الوقاية من الإشعاع.
ويمكن الكشف عن النيوترونات ذات طاقة أكبر من 50 كيلو إلكترون فولت عن طريق تشتت النيوترونات على أنوية الهيدروجين وقياس مانتج عن الاصتدام من بروتونات (الاصتدام بين النيوترون والبروتون يشبه لعبة البليارو حيث يعطي النيوترون طقة حركته إلى البروتون) ، ويسهل قياس البروتون المرتد لأنه من الأشعاعات المؤينة.
2- ويمكن الكشف عن النيوترونات ذات طاقة أكبر من 50 كيلو إلكترون فولت عن طريق تشتت النيوترونات على أنوية الهيدروجين وقياس مانتج عن الاصتدام من بروتونات التي تحدث نبضة كهربية في غرفة تأين أو عداد تناسبي أو عداد وميضي . بواسطة فهي تؤين البروتون المرتد لأنه من الأشعاعات المؤينة. في هذه الحالة يمكن الحصول على معلومات عن طاقة النيوترون عن طريق قياس طاقة البروتونات المصدومة . وتسمى تلك الأنواع من العدادات التي تقيس طاقة البروتونات المصدومة عداد البروتون المصدوم ، وهي في إمكانها قياس أشعة غاما أيضا والتي تكون عادة مصاحبة لفيض النيوترونات السريعة . كما يمكن استخدام سوائل عضوية وميضية لقياس النيوترونات وفي موسوعها الفصل بين النيوترونات و أشعة غاما بواسطة التفرقة بين شكل نبضة البروتون عن شكل نبضة أشعة غاما وقطعها .
3 - كذلك يمكن الكشف عن النيوترونات بواسطة ألواح فوتغرافية مغصاة بطبقة هلامية نووية . وهنا ترسم البروتونات المصدومة من النيوترونات مسارات ، يمكن أظهارها بعد تحميض الفيلم . وتستخدم اللوحات الفوتغرافية النووية في نطاق الوقاية من الإشعاعات النووية للعاملين .
4- عد النيوترونات عن طريق قياس كمية النشاط الإشعاعي لعينات مواد وضعت في فيض النيوترونات . تدخل تلك العينات المختارة في تفاعل نووي مع البروتونات وتكتتسب بذلك خاصية النشاط الإشعاعي ، وبقياس نشاطها الإشعاعي يمكن معرفة عدد النويوترونات التي تسببت في هذا النشاط الإشعاعي. وتسمى هذه الطريقة التنشيط بواسطة النيوترونات .

## النيوترونات البطيئة
تُعد النيوترونات البطيئة وبصفة خاصة المسماة النيوترونات الحرارية thermal Neutrons بواسطة تفاعل نووي مناسب بحيث تكون له مقطع تفاعل كبير ، مثل : 10B(n,{\displaystyle \alpha })7Li , 6Li(n,{\displaystyle \alpha })3H oder 3He(n,p)3H .
يمكن أن تكون العينة المتفاعلة مع النيوترون غازا أو طبقة داخلية على مدخل غرفة تأين أو بلورة عداد وميضي مناسبة ، مثل عداد ثالث فلوريد البورون أو غرفة التأين بالبورون أو بلورة مادة وميضية Scintillation تحتوي على يوديد الليثيوم LiI .
وتستخدم في المفاعلات النووية أيضا غرفة انشطارية ، وعي عبارة عن غرفة تأين تحتوي على قليل من اليورانيوم 235U على سطحها الداخلي. وتستطيع تلك العدادات العمل لمدة بين 3 - 4 سنوات . ولذلك تستخدم العدادات الحديثة مخلوطا من 234U و 235U ، وبذلك تُعوض الكمية المستهلكة من اليورانيوم-235 عن طريق توليده من اليورانيوم-234 عند امتصاصه نيوترونا. بذلك يمكن أن يستخدم العداد لمدة 10 سنوات بدون تغير كبير في حساسيته .

كما تـُطبق أيضا طريقة تنشيط بواسطة النيوترونات لمواد مناسبة لعد النيوترونات البطيئة.

## اقرأ أيضا
- كرة بونار
- تجربة أطلس
- تجربة سوبر كاميوكاندي
- مكشاف مصادم فيرميلاب
- عداد جايجر
- غرفة سلكية
- عداد شيرينكوف
- عداد وميضي
- عداد تناسبي
- عداد شبه الموصلات
- عداد نيوترينو
- إشعاع مؤين
- مقياس الجرعة